# Liste der Einträge im National Register of Historic Places im Clarke County (Alabama)
Die Liste der Registered Historic Places im Clarke County in Alabama führt alle Bauwerke und historischen Stätten im Clarke County auf, die in das National Register of Historic Places aufgenommen wurden.

## Aktuelle Einträge
| Lfd. Nr. | Name                                           | Bild | Datum der Eintragung | Adresse/Lage | Ort         | ID-Nr.   | Beschreibung |
| -------- | ---------------------------------------------- | ---- | -------------------- | --- | ----------- | -------- | ------------ |
| 1        | Airmount Grave Shelter                         |      | 24. Feb. 2000        | N side of AL 5, 0.5 mi. W of Cty Line                                                                           | Thomasville | 00000142 |              |
| 2        | Alston-Cobb House                              |      | 30. Apr. 1979        | 120 Cobb St. | Grove Hill  | 79000382 |              |
| 3        | Bush House                                     |      | 28. Juli 1999        | 168 N. Church St.                                                                                               | Grove Hill  | 99000885 |              |
| 4        | Clarke Mills                                   |      | 30. Apr. 1998        | 301 W. Church St.                                                                                               | Jackson     | 98000411 |              |
| 5        | Cobb House                                     |      | 28. Juli 1999        | US 84, 1.4 mi. W of US 43                                                                                       | Grove Hill  | 99000888 |              |
| 6        | Dickinson House                                |      | 13. Sep. 1978        | 101 Dickinson Ave.                                                                                              | Grove Hill  | 78000485 |              |
| 7        | Doit W. McClellan Lustron House                |      | 24. Feb. 2000        | 116 W. Pearl St.                                                                                                | Jackson     | 00000136 |              |
| 8        | Fort Sinquefield                               |      | 31. Dez. 1974        | SE of Grove Hill                                                                                                | Grove Hill  | 74000403 |              |
| 9        | Gainestown Methodist Church and Cemetery       |      | 28. Juli 1999        | Cty. Rd. 29, 0.3 mi. S of Cty. Rd. 33                                                                           | Gainestown  | 99000889 |              |
| 10       | Gainestown Schoolhouse                         |      | 1. Okt. 1992         | W. side Gainestown--Suggsville Public Rd. N of Good Hope Church                                                 | Gainestown  | 92000033 |              |
| 11       | Grove Hill Courthouse Square Historic District |      | 30. Apr. 1998        | Roughly along Cobb, Court, Jackson, and Main Sts.                                                               | Grove Hill  | 98000410 |              |
| 12       | Isaac Nettles Gravestones                      |      | 24. Feb. 2000        | E side Mt Nebo Rd., 0.5 mi. S of Cty Rd. 19                                                                     | Carlton     | 00000141 |              |
| 13       | J. P. McKee Lustron House                      |      | 24. Feb. 2000        | 519 College Ave.                                                                                                | Jackson     | 00000132 |              |
| 14       | Jackson Historic District                      |      | 23. Jan. 1998        | Roughly along College, Forest, and Carroll Aves., bounded by Cedar, Florida, Commerce, Clinton, and Spruce Sts. | Jackson     | 97001656 |              |
| 15       | Jesse Pickens Pugh Farmstead                   |      | 28. Juli 1999        | US 84, 3.5 mi. W of Grove Hill                                                                                  | Grove Hill  | 99000890 |              |
| 16       | John A. Coate House                            |      | 28. Juli 1999        | DuBose St., bet. Church and Crawford Sts.                                                                       | Grove Hill  | 99000887 |              |
| 17       | Stephen Beech Cleveland House                  |      | 28. Juli 1999        | Cty Rd. 35, 2.4 mi. S of US 84                                                                                  | Suggsville  | 99000886 |              |
| 18       | Thomasville Historic District                  |      | 12. Feb. 1999        | Roughly bounded by AL 43, 1145 W. Front St., Wilson St., and 818 W. Third St.                                   | Thomasville | 99000151 |              |
| 19       | Whatley Historic District                      |      | 30. Apr. 1998        | Roughly along Whatley Rd., from Grove Hill to the RR tracks                                                     | Whatley     | 98000409 |              |
| 20       | Wilson-Finlay House                            |      | 12. Juli 1978        | N of Gainestown on Suggsville Rd.                                                                               | Gainestown  | 78000484 |              |
| 21       | Woodlands                                      |      | 28. Apr. 1980        | Off U.S. 84 | Gosport     | 80000683 |              |